# Boka Jalayr
Boka Jalayr o Buqa Jalayr o Aq Boqa Jalayr (mort el 16 de gener de 1289) fou un cap mongol, fill del general Ilke Noyan. És considerat l'ancestre de la dinastia jalayírida. Era germà de la princesa Old o Ukm Kuchin, que es va casar amb Jotxi, el fill gran de Genguis Kan.

## Joventut
Orfe de ben jove, fou entregat a la cort d'Abaka Khan junt amb el seu germà Aruq i va esdevenir un dels seus seguidors, exercint com a conseller, tresorer i portasegells i el 21282 sota Tegüder Khan, va servir a aquest com a portasegells i com a comandant, tot i que donava suport a les pretensions al tron d'Arghun Khan amb el qual tenia forts llaços, si bé en general els tenia amb els il-kànides
Va tenir un important paper en el cop d'estat que va enderrocar a Ahmad Tegüder i el va substituir per Arghun Khan el 21 de setembre de 1284. Arghun el va nomenar gran visir.

## Buqa gran visir
Va dirigir una de les faccions que es van formar a la cort poc després de la pujada al tron il-kànida d'Arghun Khan (les tres faccions eren la d'Amīr Buqa o Boka, la de Saʿd al-Daula, i la de Ṣadr al-Dīn Zanjānī, cadascun dels quals va fer nomenaments administratius per reforçar la seva posició, però Boka, com a sahib-diwan (gran visir) tenia especial poder sobre l'administració). Quan es va ordenar l'execució de Shams al-Dīn Juvaynī, aquesta fou retardada per Amīr Buqa Jalayir, que anteriorment havia estat el seu patró però que estava molt obligat amb Arghun. Va poder nomenar a Sayyid Imad al-Dīn Alavī com a governador general de Fars i al seu germà Aruq el va nomenar shanna (governador) de Bagdad (a Bagdad va protegir a antics dependents dels Juvaynis). El cop d'estat de Boka i Aruq va suposar una decapitació del poder, asumint ells la posició dels Juvaynīs sense quasi be variacions en l'estructura administrativa.
A principis de 1286, una delegació de Kubilai Khan dirigida per Amīr Ordu Qiya va arribar a la cort il-kànida amb un decret confirmant a Arghun com a kan i a Boka com a chingsang (en xinès cheng-hsiang, canceller); al costat de Buqa hi havia un altre canceller, el dörben mongol Amīr Bolad, que havia vingut de la Xina a la cort persa el 1285 per reforçar l'element mongol a la cort.

## Pèrdua d'influència
Progressivament els elements de la cort més desitjosos de purgar l'administració del seu caràcter islàmic van guanyar pes. Buqa i Aruq apartaven a altres poderosos comandaments mongols dels alts carrecs de màxim exercici del poder i aquests estaven descontents. El 1288, Arghun va substituir Aruq com a governador de Bagdad per Ordo Qiya (que havia destacat per haver cobrat impostos atrasats a l'Iraq amb ajut de Saʿd al-Daula al-Abhārī, un metge jueu que havia servit com a lloctinent d'Aruq). Al mateix temps, Amīr Alī Tamghachi, governador de Tabriz i aliat de Buqa, també va ser substituït; el control de les inju o rentes reials també va passar de Buqa a Taghachar; i les polítiques de Buqa sobre el govern i la fiscalitat de Kirmān i Fars es van revertir. Aquest moviment es va convertir en un atac directe contra Buqa i el seu germà quan Saʿd al-Daula i Ordo Qiya van informar Arghun de les extenses bestretes d'Aruq del tresor imperial durant el seu mandat a Bagdad.

## Revolta i mort
Sentint-se amenaçat, Buqa va dirigir un intent de cop d'estat contra Arghun per portar al tron al cosí d'aquest darrer, el príncep Jüshkeb; comptava amb el suport del seu consogre Demetri II de Geòrgia, la filla del qual, Rusudan, estava casada amb un fill de Buqa. Però Jüshkeb va revelar la trama a Arghun, que va enviar al seu amir Qoncuqbal a arrestar a Buqa. Rusudan va poder fugir però Demetri II fou cridat a la cort i empresonat. Buqa fou executat el 16 de gener de 1289 i el seu càrrec fou ocupat pel metge jueu Sa’d al-Daula d'Abhar. Bona part de la família i clients de Buqa va patir les represàlies reials durant els primers mesos de 1289. Aquestes purgues van arribar a modificar l'aparell administratiu persa, de manera que cap al 1292 gairebé tot els cossos administratius existents durant el regnat d'Abaqa havien estat eliminats.
Dues faccions dirigides una per un buròcrata persa i un altre per un amir mongol van estar involucrades en contrarestar la influència de Buqa: la d'Ordo Qiya i Saʿd al-Daula per un costat i la de Taghachar amb el seu ajudant persa, Ṣadr al-Dīn Zanjānī, de l'altra, que des de la mort de Buqa el 1289 (i fins al 1294) van agafar les regnes de l'Ilkanat purgant el cos administratiu que Buqa i Aruq havien heretat dels germans Juvaynī.